# VII. Kelemen (ellenpápa)
VII. Kelemen (1342 – 1394. szeptember 16.) uralkodói néven lépett fel a katolikus egyház történetének harminckettedik ellenpápája. Kelemen uralkodása egybeköthető a nagy nyugati egyházszakadás kezdetével is, hiszen a bíborosi kollégium választása révén ő a pápák avignoni vonalát vitte tovább, szemben VI. Orbánnal, aki Rómában rendezte be székhelyét, és ami sokkalta fontosabb, aki legitim feje volt az egyháznak. Az egyháztörténészek ez utóbbi tényt vitatják, de az kétségtelen, hogy a hivatalos vatikáni források VII. Kelemen uralkodását az ellenpápák között tartják számon. Kelemen Orbán 1389-es halála után sem kaphatta meg a teljes egyház feletti hatalmat, hiszen az itáliai kardinálisok megválasztották IX. Bonifácot a pápai székre, így a szakadás elmélyült.

## Élete és pályája
1342-ben született Genfi Róbert néven Genf városában III. Amadeus, genfi gróf gyermekeként. A gazdag család elsőrangú neveltetést biztosított gyermekének, amelybe a kor szelleme szerint beletartozott a vallásosság is. Mindemellett a genfi grófok nem feltétlen egyházi pályára szánták gyermeküket. Ezt támasztja alá, hogy Róbert gyakran elkísérte apját diplomáciai utakra, ahol megtanulhatta a politikai párbeszéd minden mozzanatát. Emellett komoly hadászati ismeretekkel is rendelkezett, több csatában is részt vett, igaz a parancsnoki állások mögül szemlélve az ütközeteket. Mindemellett egyházi képzést is kapott, és hamarosan Párizs egyik kanonoki hivatalát tölthette be. Innen Avignonba utazott, ahol a pápai kúria jegyzője lett 1359-ben. Az egyházfői hivatalhoz egyre közelebb kerülő Róbert 1361-ben megkapja kinevezését a francia Thérouanne püspöki székére. 1368-ban Cambrai érsekévé szentelték fel, majd XI. Gergely pápa 1371. május 30-án bíborosi rangra emelte.
A bíborosi kalap elfogadása után Róbert diplomáciai küldetései is megsokszorozódtak. Erélyes politikus és keménykezű hadvezér hírében állt, ezért Gergely pápa nem sokáig habozott, hogy a Pápai Államban rendet teremtő Albornoz bíboros halála után őt tegye meg az itáliai rend fenntartójának és a pápai sereg vezetőjének. Róbert 1376-ban nagy hévvel állt a sereg élére, és sorra verte le a pápa és a franciák elleni felkeléseket. 1377-ben Róbert az egyik utolsó komoly ellenállás felé vette az útját, a Forlì közelében álló Cesena felé. A városka nem volt hajlandó újra csatlakozni a Pápai Államhoz, és nem ismerte el a pápát uralkodónak. A megtorlás különös kegyetlensége miatt vonult be a történelembe. Róbert parancsára négyezer embert gyilkoltak le a városban különösebb válogatás nélkül. A cesenai mészárlás megdöbbentette a keresztény Európát, és gúnynevet is kölcsönzött Róbertnek. A köznyelv gyakran emlegette a bíborost úgy, mint Róbert, a hentes, vagy a cesenai gyilkos.
Gergely 1378-ban Rómában halt meg, és a bíborosok kollégiuma a pápaválasztás törvényei szerint itt gyűlt össze, hogy megválasszák az új egyházfőt. A francia túlsúllyal bíró konklávén a huszonhárom bíboros közül csak tizenhat jelent meg, köztük Róbert is. A tanácskozást az összegyűlt főpapok megkezdhették, ugyanis Gergely egyik utolsó határozata alapján a pápaválasztáshoz nem kellett megszerezni egy jelöltnek a kardinálisok szavazatának kétharmadát, hanem elég volt csak az abszolút többség a döntéshez. Azonban a választást erősen befolyásolta az a tény, hogy a római köznép és a nemesség is római, de legalábbis itáliai egyházfőt akart látni Szent Péter ősi trónján. A tömeg a Szent Péter-téren gyűlt össze, és a konklávéra igyekvő bíborosok figyelmeztették őket, hogy a nyomásra hozott döntést érvénytelennek fogják tekinteni. Három nap után azonban a téren várakozó borgőzös tömeg elveszítette a türelmét, és lázongani kezdett. Erre meghúzták az örök város vészharangjait, és a kétségbeesett bíborosok igyekeztek meggyorsítani a döntést. Pedro de Luna bíboros vetette fel végül Bartolomeo Prignano nevét, aki akkoriban Bari érseke volt. Bartolomeo képzett volt, gyakorlott egyházi vezető, és ami sokkal fontosabb volt, nápolyi származása miatt egyaránt számított itáliainak, és az Anjouk alattvalójaként franciának. De a tömeg nem tudta megvárni a végeredményt, ezért a konklávéra törték az ajtót, majd a zavargások miatt csak estére vált egyértelművé, hogy a bíborosok a bari érseket választották meg pápának, aki 1378. április 10-én felvette a VI. Orbán nevet.
A bonyodalmak csak ezután kezdődtek, ugyanis miután a bíborosok megerősítették Orbán választását, az új pápa mindenre rácáfolt, amivel támogatói a pápaválasztás előtt mellette érveltek. A krónikák szerint Orbán idegbeteg volt, és a történelmi jelek szerint teljesen érzéketlen a diplomácia iránt. Miután kijelentette, hogy a bíborosok hatalmát meg akarja nyírbálni, a huszonhárom bíboros közül tizenkilenc azonnal tiltakozni kezdett. Miután egy itáliai kardinális meghalt, Orbánt már csak három bíboros támogatta. Az ellentétek addig fajultak, hogy az először Anagniban, majd Fondiban összeülő bíborosi kollégium kinyilatkoztatta, hogy nem ismerik el Orbánt törvényes egyházfőnek. Ezt azzal magyarázták, hogy a római nép nyomására történt választás a kánoni jog értelmében nem érvényes. Hamarosan a három Orbán-párti bíboros is csatlakozott a vádlók csoportjához, és a magára maradt pápa dühében huszonkilenc új bíborost nevezett ki saját hívei közül. Erre a rebellis bíborosok üresnek nyilvánították a pápai trónt, és V. Károly, francia király bátorítására 1378. szeptember 20-án újra összeültek, és egyházfőt választottak maguk közül. A küszöbön álló háború miatt a hadászatban és politikában is járatos Róbert kiváló jelöltnek tűnt, és ezért a bíborosok őt választották meg pápának. Róbert pedig felvette a VII. Kelemen nevet.

## Pápaként Európa egy részének élén

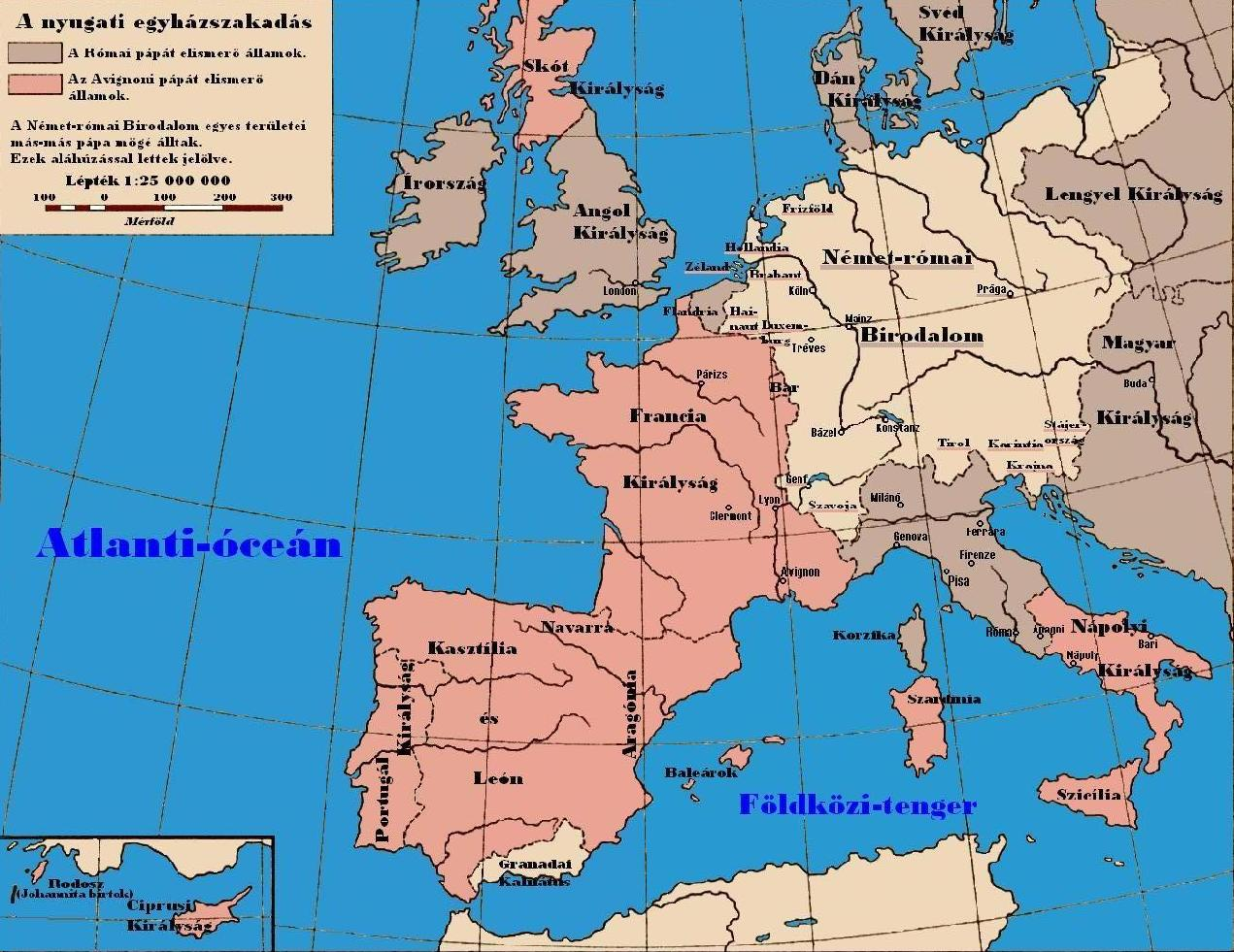
A szakadásban a pápák mögé sorakozó Európa térképe

A Fondiban lezajló pápaválasztás a város ura, Gaetani gróf védelme alatt zajlott le. A gróf az Orsini-család tagjaként örök ellensége volt a római pápáknak. Kelemen megválasztása kettéosztotta Európát, ugyanis mindketten legitim egyházfőként léptek fel a politikai színpadra. Amikor Orbán kiátkozta Kelement és a hozzá hű bíborosokat, Kelemen ugyanazt tette Orbánnal. Jellemző, hogy a százéves háborúban szemben álló felek között húzódott meg ez a törésvonal. Így Orbánt Anglia, Magyarország, Lengyelország, a Német-római Birodalom és Itália nagyobb része fogadta el egyházfőnek, addig Kelemen pártjára állt Aragónia, Franciaország, Navarra, Kasztília, Portugália, Skócia, Írország, Dánia, Norvégia, Savoya és több német hercegség is, így például Ausztria is. Hamarosan fontos szövetségesre talált Kelemen I. Johanna nápolyi királynőben is, aki kezdetben egykori alattvalója, VI. Orbán mellé állt, de amikor a pápa érvényteleníteni akarta házasságát, Johanna országával együtt Kelement ismerte el egyházfőnek. A dél-itáliai királyság közel volt Rómához, és ezért szinte minden háború kiindulópontja lehetett. A fegyveres konfliktus pedig elkerülhetetlen volt. A Fondiban berendezkedő Kelemen pápa a szövetséges államoktól jelentős hadi támogatást kapott, így francia és nápolyi seregek felett is rendelkezhetett, míg Orbánnak saját zsoldosserege mellett a magyar király, I. Lajos küldött segítséget, és néhány német herceg is megjelent a hadszíntéren. A háború Kelemen jól szervezett hadainak és kiváló hadvezéri képességeinek ellenére sem az ő javára dőlt el. Orbán seregei 1379. április 28-án leverték a Pápai Állam területén támadó Orbán-ellenes pártot, és az Angyalvárat is elfoglalták. Lajos, magyar király pedig nemcsak a pápa védelmében érkezett Itália földjére, hiszen eltökélt szándéka volt elfoglalni a nápolyi trónt is, amelyet Orbán számára garantált is. A kezdeti kudarcok miatt Kelemen kénytelen volt Nápolyba menekülni, majd amikor Lajos hadai átlépték Johanna határait, hajóra ült, és a korábbi pápák székhelyére, Avignonba utazott.
Ez tulajdonképpen sorsdöntő fordulat volt Kelemen pontifikátusában. A régi bíborosi karral együtt újra berendezkedtek az avignoni palotában, és Kelemen létrehozta a pápai kúriát, amely így már a második ilyen intézmény volt Orbáné mellett. A pápák hatalma ekkor attól függött, hogy a világi uralom mennyire fogadja el az egyházfők uralmát. A mindenhol kétszer kivetett egyházi adókat a királyok csak egyszer szedették be, és annak a pápának adták, amelyiket elismerték. Ezzel a pápai hatalom a világi alá süllyedt. Emellett az egymás ellen marakodó egyháziak alapjaiban ingatták meg az emberekben élő képet az Isten házáról, amely a későbbiekben komoly mozgalmakhoz vezet majd. A pápa egyházi főhatósága is szertefoszlott, és ebben a korban szövődött össze az egyes országok egyházi és világi szervezete. A nemzeti egyházak kialakulása pedig szintén a pápai hatalom hanyatlását idézte elő. Kelemen azután hogy Avignonba költözött, tulajdonképpen kivonta magát az Orbán ellen zajló háborúkból. A francia király, V. Károly teljes befolyása alá került, és a krónikák feljegyzései szerint nem különösebben törődött az egyházszakadás felszámolásával. Az Itáliában dúló harcokat figyelemmel kísérte, de már nem avatkozott bele akkora súllyal, mint Fondiban tette azt. A nápolyi háború lassanként az Anjouk belügyévé vált, amelybe csak a francia király kérésére szólt bele. 1386-ban, amikor a magyar I. Lajos által a trónra emelt Durazzói Károly meghalt, a nápolyi trónért kitörő harcokban V. Károly rokona mellé, II. Anjou Lajos mellé állt. Amikor 1389. október 15-én meghalt VI. Orbán az egész keresztény világ fellélegzett, és mindenki úgy vélte, hogy az egyházszakadás véget ért, és a római bíborosok is elismerik VII. Kelemen uralmát. Éppen ezért az avignoni pápa november 1-jén mint Nápoly hűbérura királlyá koronázta II. Lajost. Másnap, november 2-án az itáliai kardinálisok új pápát választottak maguknak, IX. Bonifác személyében. A meglepett Kelemen és Európa tudomásul vette, hogy az egyházi szembenállás sokkal mélyebben gyökerezik.
A harcok kiújultak Dél-Itáliában, de ez Kelement már közvetlenül nem érintette. A pápa nagyobb hangsúlyt fektetett az egyházi szervezet megreformálására. Kortársai egyöntetűen elismerték, hogy római „kollégáinál” sokkal jobb érzéke volt az egyház ügyeinek intézéséhez. A régi bíborosokkal együtt kormányozva kiváló hivatalnoki rendszert épített ki, amely gyakran összefonódott a királyi hivatali rendszerrel is. Több bíborost nevezett ki, akik egytől egyig kiváló képességű emberek voltak, és mindenképpen az avignoni egyház javát szolgálták. Mindemellett Kelemenre is jellemző volt a nepotizmus és gyakran ő is eltűrte a szimóniát vagy a hivatalok kiárusítását.
Az egyházszakadás felszámolásával igazán nem törődő Kelemen 1394. szeptember 16-án halt meg az avignoni pápai palotában. A későbbi korokban gyakran pápaként említik meg a források, ami érthető, hiszen mind VI. Orbánt, mind VII. Kelement törvényesen választották meg a pápai trónra, és mindkettőjüket el is ismerte a világi hatalom, igaz nem egységesen. Kelemen pontifikátusa mégis ellenpápaságként lett rögzítve a későbbiekben, hiszen VI. Orbán trónfosztása nem volt jogszerű. A határvonal Kelemen pápasága és ellenpápasága között igen keskeny, és emiatt gyakran viták alapjául is szolgálhat. A Vatikán listái azonban inkább ellenpápaként emlékeznek meg róla, mint pápaként.